# Christen Heugh Wandall
Christen Heugh Wandall (Christian Høgh Wandal) (9.   oktober 1772 i Aalborg, død 19. april 1817 i Aarhus)  var en dansk maler, tegner og officer.
Christen Heugh Wandall drog efter endt uddannelse på   Akademiet i København tilbage til Aalborg. Ca. 1807 flyttede Wandall til Aarhus.   Alle Wandalls akvatinter er betegnet: Hans Majestet Kongen   allerunderdanigst tilegnet. De har en vis lighed med C.A. Lorentzens   norske prospekter.